# 安德烈·戈贝尔
安德烈·戈贝尔（法語：André Gobert，1890年9月30日—1951年12月6日），法国男子网球运动员。他曾代表法国参加1912年夏季奥林匹克运动会网球比赛，获得二枚金牌，均来自于室内项目。